# Sérgio Chapelin
Sérgio Vieira Chapelin (Valença, 12 de maio de 1941) é um jornalista, repórter, locutor e apresentador de televisão brasileiro.

## Carreira
Sérgio iniciou a carreira como locutor de rádio, passando pela Rádio Nacional, Rádio MEC e Rádio Jornal do Brasil. Estreou na Rede Globo em 1972 como âncora do Jornal Hoje substituindo Ronaldo Rosas, e no mesmo ano passou a ancorar o Jornal Nacional ao lado de Cid Moreira.
Em 1983, Sérgio deixou a Rede Globo para apresentar o Show sem Limite, no SBT, mas a experiência não deu certo, pois o então presidente das Organizações Globo Roberto Marinho boicotou em sua emissora as propagandas em que Sérgio apresentava — tais propagandas eram as principais fontes de renda de Sérgio, e assim logo retornou à Rede Globo em 1984 para ancorar novamente o Jornal Nacional a partir de 1989 e como âncora exclusivo do Fantástico até 1992.
Sérgio tornou-se também o primeiro apresentador do Globo Repórter, programa que apresentou durante 23 anos, até 27 de setembro de 2019, quando se despediu do programa e da emissora. Depois de quase cinquenta anos na Globo, o jornalista decidiu se aposentar. Chapelin tem uma fazenda em Itamonte, na região de São Lourenço, sul de Minas Gerais.

## Trabalhos
| Ano                             | Título                                   | Cargo        |
| ------------------------------- | ---------------------------------------- | ------------ |
| 1972–1983; 1989–1996            | Jornal Nacional                          | Âncora       |
| 1973                            | Fantástico                               | Âncora       |
| 1973–1983; 1986–1989; 1996–2019 | Globo Repórter                           | Apresentador |
| 1974                            | Isto É Pelé (versão em português)        | Narrador     |
| 1977–1978                       | Amanhã                                   | Âncora       |
| 1978                            | Samba da Criação do Mundo                | Narrador     |
| 1978                            | Nas Ondas do Surf                        | Narrador     |
| 1979                            | Copa 78 - O Poder do Futebol             | Narrador     |
| 1979–1981                       | Jornal da Globo                          | Âncora       |
| 1983–1984                       | Show sem Limite                          | Apresentador |
| 1986                            | Uma Canção Brasileira                    |              |
| 2004                            | Fantástico 30 Anos - Grandes Reportagens |              |